# Takanori Nagase
Takanori Nagase (Japans: 永瀬貴規, Nagase Takanori) (Nagasaki, 14 oktober 1993) is een Japans judoka
Nagase werd in 2015 wereldkampioen.
Tijdens de Olympische Zomerspelen 2016 won Nagase de bronzen medaille in het half middelgewicht.
Nagase won tijdens de Olympische Spelen van Tokio de gouden medaille in het half middelgewicht. Met het Japanse gemengde team moest Nagase genoegen nemen met de zilveren medaille, hij kwam niet in actie in de landenwedstrijd.

## Resultaten

### Olympische Zomerspelen
| Editie | Plaats         | Resultaten                                  |
| ------ | -------------- | ------------------------------------------- |
| 2016   | Rio de Janeiro | half middelgewicht                          |
| 2021   | Tokio          | half middelgewicht gemengde landenwedstrijd |

### Wereldkampioenschappen
| Jaar | Plaats       | Resultaten              |
| ---- | ------------ | ----------------------- |
| 2014 | Tsjeljabinsk | 5e half middelgewicht   |
| 2015 | Astana       | half middelgewicht      |
| 2017 | Boedapest    | 1/8F half middelgewicht |
| 2022 | Tasjkent     | half middelgewicht      |
| 2023 | Doha         | half middelgewicht      |

1972: Toyokazu Nomura ·
1976: Vladimir Nevzorov ·
1980: Sjota Chabareli ·
1984: Frank Wieneke ·
1988: Waldemar Legień ·
1992: Hidehiko Yoshida ·
1996: Djamel Bouras ·
2000: Makoto Takimoto ·
2004: Ilias Iliadis ·
2008: Ole Bischof · 
2012: Kim Jae-bum · 
2016: Chasan Chalmoerzajev · 
2020: Takanori Nagase · 
2024: Takanori Nagase